# Marc Jal·li Bas
Marc Jal·li Bas Fabi Valerià (llatí: Marcus Iallius Bassus Fabius Valerianus; c. 120-170), fou un polític i general romà.

## Biografia
Era originari de la regió del Vivarès, on es troba un mausoleu a la seva memòria. La seva carrera militar va transcórrer sota els regnats dels emperadors Marc Aureli i Luci Ver, com llegat de la Legió XIV Gèmina. Com a polític, va ser cònsol i governador de la regió de Pannònia Inferior entre el 156 i el 158. El 160 fou Cònsol sufecte i entre el 163-164 fou governador de Mèsia Inferior.
El 164 va acompanyar a Luci Ver cap orient, per lluitar contra l'Imperi Part, passant a ser governador de la Pannònia Superior quan va retornar a occident, segurament entre el 166 i el 170.
El 167 va signar un tractat de pau amb Bal·lomar, rei dels Marcomans i representant d'una aliança de tribus germàniques que havien envaït la regió.
És probable que resultés mort en la gran invasió del 170.